# 加賀市立山中中学校
加賀市立山中中学校（かがしりつ やまなかちゅうがっこう）は、石川県加賀市山中温泉にある公立中学校。

## 沿革
- 1947年4月 - 山中町立山中中学校として開校
- 1950年4月 - 6中学校を統合し、山中町外1ケ村中学校組合立山中中学校として発足
- 1955年4月 - 町村合併（山中町、西谷村、河南村、東谷奥村）により、山中町立山中中学校へ改称
- 1958年7月 - 河南中学校を合併
- 1961年7月 - 荒谷中学校を合併
- 1985年10月 - 新校舎着工
- 1987年12月19日 - 加美谷台地に移転新築した校舎の落成式挙行[1]
- 2005年10月 - 加賀市、山中町の合併により、加賀市立山中中学校へ改称
- 2024年1月1日 - 令和6年能登半島地震の揺れで天井から水漏れが発生。グラウンドに地割れが発生するなどの被害を受ける[2]。

## 部活動

### 運動部
- 陸上競技部
- 野球部
- 女子バレーボール
- 男子バスケットボール
- 卓球

### 文化部
- 吹奏楽
- 美術
- ICT

## 出身者
- 辻森樹 - 地質学者
- 木村泰子 - 陸上選手
- 吉井丈絵 - 俳優

### 前身の山中高等小学校出身者
- 辻政信（陸軍大佐、衆議院議員、参議院議員）

## 交通アクセス
- 北陸本線 加賀温泉駅下車
  - 最寄りのバス停: 山中温泉医療センター 加賀温泉バス（温泉山中）[3]